# Seven de la República 2007
El Seven de la República de 2007 fue la vigésimo-cuarta edición del torneo de rugby 7 de fin de temporada para uniones regionales afiliadas a la Unión Argentina de Rugby y la décimo-octava en ser organizada en la ciudad de Paraná, Entre Ríos. Se llevó a cabo el 8 y 9 de diciembre de 2007 en El Plumazo, sede del Club Atlético Estudiantes de Paraná.
Luego de diecinueve años, la Unión de Rugby de Cuyo obtuvo el segundo campeonato en su historia al derrotar 24-7 en la final a la Unión de Rugby de Mar del Plata. Gonzalo Salcedo anotó tres tries para los mendocinos en la final y fue elegido mejor jugador del torneo.
La Unión de Rugby de Tucumán y la Unión de Rugby de Rosario se quedaron con la Copa de Plata y la Copa de Bronce, respectivamente. Los tucumanos contaron en su plantel con el tryman del torneo, Juan Manuel Ponce.

## Equipos participantes
Participaron del torneo veinticinco equipos: veintitrés uniones provinciales de Argentina y dos selecciones nacionales de Sudamérica invitadas.
| Equipo              | Unión                                                     |
| ------------------- | --------------------------------------------------------- |
| Alto Valle          | Unión de Rugby del Alto Valle de Río Negro y Neuquén      |
| Austral             | Unión de Rugby Austral                                    |
| Buenos Aires        | Unión de Rugby de Buenos Aires                            |
| Centro              | Unión de Rugby del Centro de la provincia de Buenos Aires |
| Córdoba             | Unión Cordobesa de Rugby                                  |
| Cuyo                | Unión de Rugby de Cuyo                                    |
| Entre Ríos          | Unión Entrerriana de Rugby                                |
| Formosa             | Unión de Rugby de Formosa                                 |
| Jujuy               | Unión Jujeña de Rugby                                     |
| La Rioja            | Unión Riojana de Rugby                                    |
| Lagos del Sur       | Unión de Rugby de los Lagos del Sur                       |
| Mar del Plata       | Unión de Rugby de Mar del Plata                           |
| Misiones            | Unión de Rugby de Misiones                                |
| Nordeste            | Unión de Rugby del Nordeste                               |
| Oeste               | Unión de Rugby del Oeste de Buenos Aires                  |
| Paraguay            | Unión de Rugby del Paraguay                               |
| Rosario             | Unión de Rugby de Rosario                                 |
| Salta               | Unión de Rugby de Salta                                   |
| San Juan            | Unión Sanjuanina de Rugby                                 |
| Santa Fe            | Unión Santafesina de Rugby                                |
| Santiago del Estero | Unión Santiagueña de Rugby                                |
| Sur                 | Unión de Rugby del Sur                                    |
| Tierra del Fuego    | Unión de Rugby de Tierra del Fuego                        |
| Tucumán             | Unión de Rugby de Tucumán                                 |
| Uruguay             | Unión de Rugby del Uruguay                                |

En cursiva los seleccionados internacionales invitados.

## Formato
Fase de grupos
Los veinticinco equipos fueron divididos en ocho grupos, siete de tres equipos cada uno y uno de cuatro. Los grupos fueron organizados de acuerdo a la posición final que cada equipo obtuvo en la edición anterior: del 1° al 8° se les asignaron las zonas de la A a la H en orden; del 9° al 16° se les asignaron el orden alterno (de la H a la A) y así sucesivamente con los equipos restantes. A los equipos que no participaron de la edición anterior (en este caso, Centro, Lagos y Paraguay) se les asignaron las últimas posiciones.
Cada grupo se resolvió con el sistema de todos contra todos a una sola ronda; la victoria otorgando 2 puntos, el empate 1 y la derrota 0. Los equipos clasificaron a la fase final de acuerdo a su posiciones finales en el grupo. Los ganadores de cada grupo clasificaron a la Copa de Oro, los segundos a la Copa de Bronce y los terceros a una ronda de reubicación para definir su posicionamiento final.
Fase final
La fase final se definió eliminación directa: la Copa de Oro (1° al 8°) y la Copa de Bronce (9° al 16°) se disputaron en tres rondas, mientras que los equipos eliminados en los cuartos de final de la Copa de Oro (5° al 8°) pasaron a disputar la Copa de Plata.

## Fase de grupos
| Pos. | Equipos          | Partidos | Partidos | Partidos | Tantos | Tantos | Tantos | Pts. |
| Pos. | Equipos          | G        | E        | P        | PF     | PC     | DP     | Pts. |
| ---- | ---------------- | -------- | -------- | -------- | ------ | ------ | ------ | ---- |
| 1.°  | Buenos Aires     | 2        | 0        | 0        | 62     | 5      | +57    | 4    |
| 2.°  | Tierra del Fuego | 1        | 0        | 1        | 33     | 55     | -22    | 2    |
| 3.°  | Sur              | 0        | 0        | 2        | 24     | 59     | -35    | 0    |

| 8 de diciembre | T. del Fuego | 28 - 24 | Sur |  |  |
|                |              | Reporte |     |  |  |

| 8 de diciembre | Buenos Aires | 31 - 0  | Sur |  |  |
|                |              | Reporte |     |  |  |

| 8 de diciembre | Buenos Aires | 31 - 5  | T. del Fuego |  |  |
|                |              | Reporte |              |  |  |

| Pos. | Equipos  | Partidos | Partidos | Partidos | Tantos | Tantos | Tantos | Pts. |
| Pos. | Equipos  | G        | E        | P        | PF     | PC     | DP     | Pts. |
| ---- | -------- | -------- | -------- | -------- | ------ | ------ | ------ | ---- |
| 1.°  | Córdoba  | 2        | 0        | 0        | 88     | 12     | +76    | 4    |
| 2.°  | Austral  | 1        | 0        | 1        | 24     | 41     | -17    | 2    |
| 3.°  | La Rioja | 0        | 0        | 2        | 12     | 71     | -59    | 0    |

| 8 de diciembre | Austral | 19 - 5  | La Rioja |  |  |
|                |         | Reporte |          |  |  |

| 8 de diciembre | Córdoba | 52 - 7  | La Rioja |  |  |
|                |         | Reporte |          |  |  |

| 8 de diciembre | Córdoba | 36 - 5  | Austral |  |  |
|                |         | Reporte |         |  |  |

| Pos. | Equipos  | Partidos | Partidos | Partidos | Tantos | Tantos | Tantos | Pts. |
| Pos. | Equipos  | G        | E        | P        | PF     | PC     | DP     | Pts. |
| ---- | -------- | -------- | -------- | -------- | ------ | ------ | ------ | ---- |
| 1.°  | Cuyo     | 2        | 0        | 0        | 70     | 5      | +65    | 4    |
| 2.°  | Jujuy    | 1        | 0        | 1        | 15     | 34     | -19    | 2    |
| 3.°  | Misiones | 0        | 0        | 2        | 7      | 53     | -46    | 0    |

| 8 de diciembre | Misiones | 7 - 10  | Jujuy |  |  |
|                |          | Reporte |       |  |  |

| 8 de diciembre | Cuyo | 27 - 5  | Jujuy |  |  |
|                |      | Reporte |       |  |  |

| 8 de diciembre | Cuyo | 43 - 0  | Misiones |  |  |
|                |      | Reporte |          |  |  |

| Pos. | Equipos    | Partidos | Partidos | Partidos | Tantos | Tantos | Tantos | Pts. |
| Pos. | Equipos    | G        | E        | P        | PF     | PC     | DP     | Pts. |
| ---- | ---------- | -------- | -------- | -------- | ------ | ------ | ------ | ---- |
| 1.°  | Uruguay    | 2        | 0        | 0        | 45     | 17     | +28    | 4    |
| 2.°  | Alto Valle | 1        | 0        | 1        | 22     | 24     | -2     | 2    |
| 3.°  | Oeste      | 0        | 0        | 2        | 12     | 38     | -26    | 0    |

| 8 de diciembre | Alto Valle | 17 - 0  | Oeste |  |  |
|                |            | Reporte |       |  |  |

| 8 de diciembre | Uruguay | 21 - 12 | Oeste |  |  |
|                |         | Reporte |       |  |  |

| 8 de diciembre | Uruguay | 24 - 5  | Alto Valle |  |  |
|                |         | Reporte |            |  |  |

| Pos. | Equipos       | Partidos | Partidos | Partidos | Tantos | Tantos | Tantos | Pts. |
| Pos. | Equipos       | G        | E        | P        | PF     | PC     | DP     | Pts. |
| ---- | ------------- | -------- | -------- | -------- | ------ | ------ | ------ | ---- |
| 1.°  | Mar del Plata | 2        | 0        | 0        | 50     | 21     | +29    | 4    |
| 2.°  | Rosario       | 1        | 0        | 1        | 61     | 17     | +44    | 2    |
| 3.°  | San Juan      | 0        | 0        | 2        | 7      | 80     | -73    | 0    |

| 8 de diciembre | Mar del Plata | 33 - 7  | San Juan |  |  |
|                |               | Reporte |          |  |  |

| 8 de diciembre | Rosario | 47 - 0  | San Juan |  |  |
|                |         | Reporte |          |  |  |

| 8 de diciembre | Rosario | 14 - 17 | Mar del Plata |  |  |
|                |         | Reporte |               |  |  |

| Pos. | Equipos         | Partidos | Partidos | Partidos | Tantos | Tantos | Tantos | Pts. |
| Pos. | Equipos         | G        | E        | P        | PF     | PC     | DP     | Pts. |
| ---- | --------------- | -------- | -------- | -------- | ------ | ------ | ------ | ---- |
| 1.°  | Entre Ríos      | 2        | 0        | 0        | 33     | 17     | +16    | 4    |
| 2.°  | Sgo. del Estero | 1        | 0        | 1        | 34     | 24     | +10    | 2    |
| 3.°  | Formosa         | 0        | 0        | 2        | 19     | 45     | -26    | 0    |

| 8 de diciembre | S. del Estero | 24 - 12 | Formosa |  |  |
|                |               | Reporte |         |  |  |

| 8 de diciembre | Entre Ríos | 21 - 7  | Formosa |  |  |
|                |            | Reporte |         |  |  |

| 8 de diciembre | Entre Ríos | 12 - 10 | S. del Estero |  |  |
|                |            | Reporte |               |  |  |

| Pos. | Equipos  | Partidos | Partidos | Partidos | Tantos | Tantos | Tantos | Pts. |
| Pos. | Equipos  | G        | E        | P        | PF     | PC     | DP     | Pts. |
| ---- | -------- | -------- | -------- | -------- | ------ | ------ | ------ | ---- |
| 1.°  | Salta    | 2        | 0        | 0        | 64     | 7      | +57    | 4    |
| 2.°  | Nordeste | 1        | 0        | 1        | 45     | 26     | +19    | 2    |
| 3.°  | Paraguay | 0        | 0        | 2        | 7      | 83     | -76    | 0    |

| 8 de diciembre | Nordeste | 38 - 7  | Paraguay |  |  |
|                |          | Reporte |          |  |  |

| 8 de diciembre | Salta | 45 - 0  | Paraguay |  |  |
|                |       | Reporte |          |  |  |

| 8 de diciembre | Salta | 19 - 7  | Nordeste |  |  |
|                |       | Reporte |          |  |  |

| Pos. | Equipos       | Partidos | Partidos | Partidos | Tantos | Tantos | Tantos | Pts. |
| Pos. | Equipos       | G        | E        | P        | PF     | PC     | DP     | Pts. |
| ---- | ------------- | -------- | -------- | -------- | ------ | ------ | ------ | ---- |
| 1.°  | Tucumán       | 3        | 0        | 0        | 122    | 19     | +103   | 6    |
| 2.°  | Santa Fe      | 2        | 0        | 1        | 71     | 35     | +36    | 4    |
| 3.°  | Centro        | 1        | 0        | 2        | 19     | 76     | -57    | 2    |
| 4.°  | Lagos del Sur | 0        | 0        | 3        | 12     | 94     | -82    | 0    |

| 8 de diciembre | Tucumán | 49 - 0  | Lagos del Sur |  |  |
|                |         | Reporte |               |  |  |

| 8 de diciembre | Santa Fe | 26 - 0  | Centro |  |  |
|                |          | Reporte |        |  |  |

| 8 de diciembre | Santa Fe | 26 - 7  | Lagos del Sur |  |  |
|                |          | Reporte |               |  |  |

| 8 de diciembre | Tucumán | 45 - 0  | Centro |  |  |
|                |         | Reporte |        |  |  |

| 8 de diciembre | Tucumán | 28 - 19 | Santa Fe |  |  |
|                |         | Reporte |          |  |  |

| 8 de diciembre | Centro | 19 - 5  | Lagos del Sur |  |  |
|                |        | Reporte |               |  |  |

|  | Clasifica a Copa de Oro           |
|  | Clasifica a Copa de Bronce        |
|  | Disputa clasificación de terceros |

## Fase final

### Copa de Oro
|  | Cuartos de final | Cuartos de final | Cuartos de final |               |              | Semifinales  | Semifinales | Semifinales |  |               | Final         | Final | Final |  |
|  |                  |                  |                  |               |              |              |             |             |  |               |               |       |       |  |
|  |                  |                  |                  |               |              |              |             |             |  |               |               |       |       |  |
|  | A                | Buenos Aires     | 14               |               |              |              |             |             |  |               |               |       |       |  |
|  | A                | Buenos Aires     | 14               |               |              |              |             |             |  |               |               |       |       |  |
|  | H                | Tucumán          | 12               |               |              |              |             |             |  |               |               |       |       |  |
|  | H                | Tucumán          | 12               |               | Buenos Aires | Buenos Aires | 14          |             |  |               |               |       |       |  |
|  |                  |                  |                  |               | Buenos Aires | Buenos Aires | 14          |             |  |               |               |       |       |  |
|  |                  |                  | Mar del Plata    | Mar del Plata | 19           |              |             |             |  |               |               |       |       |  |
|  | D                | Uruguay          | Mar del Plata    | Mar del Plata | 19           | 7            |             |             |  |               |               |       |       |  |
|  | D                | Uruguay          |                  |               |              |              |             |             |  |               |               |       |       |  |
|  | E                | Mar del Plata    | 12               |               |              |              |             |             |  |               |               |       |       |  |
|  | E                | Mar del Plata    | 12               |               |              |              |             |             |  | Mar del Plata | Mar del Plata | 7     |       |  |
|  |                  |                  |                  |               |              |              |             |             |  | Mar del Plata | Mar del Plata | 7     |       |  |
|  |                  |                  | Cuyo             | Cuyo          | 24           |              |             |             |  |               |               |       |       |  |
|  | B                | Córdoba          | Cuyo             | Cuyo          | 24           | 14           |             |             |  |               |               |       |       |  |
|  | B                | Córdoba          |                  |               |              |              |             |             |  |               |               |       |       |  |
|  | G                | Salta            | 12               |               |              |              |             |             |  |               |               |       |       |  |
|  | G                | Salta            | 12               |               | Córdoba      | Córdoba      | 5           |             |  |               |               |       |       |  |
|  |                  |                  |                  |               | Córdoba      | Córdoba      | 5           |             |  |               |               |       |       |  |
|  |                  |                  | Cuyo             | Cuyo          | 14           |              |             |             |  |               |               |       |       |  |
|  | C                | Cuyo             | Cuyo             | Cuyo          | 14           | 27           |             |             |  |               |               |       |       |  |
|  | C                | Cuyo             |                  |               |              |              |             |             |  |               |               |       |       |  |
|  | F                | Entre Ríos       | 0                |               |              |              |             |             |  |               |               |       |       |  |
|  | F                | Entre Ríos       | 0                |               |              |              |             |             |  |               |               |       |       |  |
|  |                  |                  |                  |               |              |              |             |             |  |               |               |       |       |  |

#### Copa de Plata
|  | Semifinales | Semifinales | Semifinales |       |         | Final   | Final | Final |  |
|  |             |             |             |       |         |         |       |       |  |
|  |             |             |             |       |         |         |       |       |  |
|  | Tucumán     | Tucumán     | 14          |       |         |         |       |       |  |
|  | Tucumán     | Tucumán     | 14          |       |         |         |       |       |  |
|  | Uruguay     | Uruguay     | 10          |       |         |         |       |       |  |
|  | Uruguay     | Uruguay     | 10          |       | Tucumán | Tucumán | 26    |       |  |
|  |             |             |             |       | Tucumán | Tucumán | 26    |       |  |
|  |             |             | Salta       | Salta | 7       |         |       |       |  |
|  | Salta       | Salta       | Salta       | Salta | 7       | 19      |       |       |  |
|  | Salta       | Salta       |             |       |         | 19      |       |       |  |
|  | Entre Ríos  | Entre Ríos  | 0           |       |         |         |       |       |  |
|  | Entre Ríos  | Entre Ríos  | 0           |       |         |         |       |       |  |
|  |             |             |             |       |         |         |       |       |  |

### Copa de Bronce
|  | Cuartos de final | Cuartos de final | Cuartos de final |                 |          | Semifinales | Semifinales | Semifinales |  |         | Final   | Final | Final |  |
|  |                  |                  |                  |                 |          |             |             |             |  |         |         |       |       |  |
|  |                  |                  |                  |                 |          |             |             |             |  |         |         |       |       |  |
|  | A                | Tierra del Fuego | 5                |                 |          |             |             |             |  |         |         |       |       |  |
|  | A                | Tierra del Fuego | 5                |                 |          |             |             |             |  |         |         |       |       |  |
|  | H                | Santa Fe         | 19               |                 |          |             |             |             |  |         |         |       |       |  |
|  | H                | Santa Fe         | 19               |                 | Santa Fe | Santa Fe    | 7           |             |  |         |         |       |       |  |
|  |                  |                  |                  |                 | Santa Fe | Santa Fe    | 7           |             |  |         |         |       |       |  |
|  |                  |                  | Rosario          | Rosario         | 26       |             |             |             |  |         |         |       |       |  |
|  | D                | Alto Valle       | Rosario          | Rosario         | 26       | 0           |             |             |  |         |         |       |       |  |
|  | D                | Alto Valle       |                  |                 |          |             |             |             |  |         |         |       |       |  |
|  | E                | Rosario          | 31               |                 |          |             |             |             |  |         |         |       |       |  |
|  | E                | Rosario          | 31               |                 |          |             |             |             |  | Rosario | Rosario | 21    |       |  |
|  |                  |                  |                  |                 |          |             |             |             |  | Rosario | Rosario | 21    |       |  |
|  |                  |                  | Sgo. del Estero  | Sgo. del Estero | 17       |             |             |             |  |         |         |       |       |  |
|  | B                | Austral          | Sgo. del Estero  | Sgo. del Estero | 17       | 10          |             |             |  |         |         |       |       |  |
|  | B                | Austral          |                  |                 |          |             |             |             |  |         |         |       |       |  |
|  | G                | Nordeste         | 31               |                 |          |             |             |             |  |         |         |       |       |  |
|  | G                | Nordeste         | 31               |                 | Nordeste | Nordeste    | 12          |             |  |         |         |       |       |  |
|  |                  |                  |                  |                 | Nordeste | Nordeste    | 12          |             |  |         |         |       |       |  |
|  |                  |                  | Sgo. del Estero  | Sgo. del Estero | 14       |             |             |             |  |         |         |       |       |  |
|  | C                | Jujuy            | Sgo. del Estero  | Sgo. del Estero | 14       | 10          |             |             |  |         |         |       |       |  |
|  | C                | Jujuy            |                  |                 |          |             |             |             |  |         |         |       |       |  |
|  | F                | Sgo. del Estero  | 33               |                 |          |             |             |             |  |         |         |       |       |  |
|  | F                | Sgo. del Estero  | 33               |                 |          |             |             |             |  |         |         |       |       |  |
|  |                  |                  |                  |                 |          |             |             |             |  |         |         |       |       |  |

| 9 de diciembre | T. d. Fuego | 14 - 5  | Alto Valle |  |  |
|                |             | Reporte |            |  |  |

| 9 de diciembre | Austral | 19 - 24 | Jujuy |  |  |
|                |         | Reporte |       |  |  |

### Clasificación de terceros
| 8 de diciembre | Sur | 5 - 17  | Centro |  |  |
|                |     | Reporte |        |  |  |

| 8 de diciembre | Oeste | 24 - 29 | San Juan |  |  |
|                |       | Reporte |          |  |  |

| 9 de diciembre | San Juan | 26 - 7  | Centro |  |  |
|                |          | Reporte |        |  |  |

| 9 de diciembre | Oeste | 12 - 24 | Sur |  |  |
|                |       | Reporte |     |  |  |

| 8 de diciembre | La Rioja | 14 - 19 | Paraguay |  |  |
|                |          | Reporte |          |  |  |

| 8 de diciembre | Misiones | 10 - 15 | Formosa |  |  |
|                |          | Reporte |         |  |  |

| 9 de diciembre | Paraguay | 12 - 17 | Formosa |  |  |
|                |          | Reporte |         |  |  |

| 9 de diciembre | La Rioja | 10 - 14 | Misiones |  |  |
|                |          | Reporte |          |  |  |

## Tabla de posiciones
Las posiciones finales al terminar el campeonato:
| 1.°  | Cuyo                | 5 | 0 | 0 | 135 | 17  | +118 |
| 2.°  | Mar del Plata       | 4 | 0 | 1 | 88  | 66  | +22  |
| 3.°  | Córdoba             | 3 | 0 | 1 | 107 | 38  | +69  |
| 4.°  | Buenos Aires        | 3 | 0 | 1 | 90  | 36  | +54  |
| 5.°  | Tucumán             | 5 | 0 | 1 | 174 | 50  | +124 |
| 6.°  | Salta               | 3 | 0 | 2 | 102 | 47  | +55  |
| 7.°  | Uruguay             | 2 | 0 | 2 | 62  | 43  | +19  |
| 8.°  | Entre Ríos          | 2 | 0 | 2 | 33  | 63  | -30  |
| 9.°  | Rosario             | 4 | 0 | 1 | 139 | 41  | +98  |
| 10.° | Santiago del Estero | 3 | 0 | 2 | 98  | 67  | +31  |
| 11.° | Santa Fe            | 3 | 0 | 2 | 97  | 66  | +31  |
| 12.° | Nordeste            | 2 | 0 | 2 | 88  | 48  | +40  |
| 13.° | Tierra del Fuego    | 2 | 0 | 2 | 52  | 79  | -27  |
| 14.° | Alto Valle          | 1 | 0 | 3 | 27  | 69  | -42  |
| 15.° | Jujuy               | 2 | 0 | 2 | 49  | 86  | -37  |
| 16.° | Austral             | 1 | 0 | 3 | 53  | 96  | -43  |
| 17.° | Sur                 | 1 | 0 | 3 | 53  | 88  | -35  |
| 18.° | Oeste               | 1 | 0 | 3 | 48  | 91  | -43  |
| 19.° | Misiones            | 1 | 0 | 3 | 31  | 78  | -47  |
| 20.° | La Rioja            | 0 | 0 | 4 | 36  | 104 | -68  |
| 21.° | San Juan            | 2 | 0 | 2 | 62  | 111 | -49  |
| 22.° | Centro              | 2 | 0 | 3 | 43  | 107 | -64  |
| 23.° | Formosa             | 2 | 0 | 2 | 51  | 67  | -16  |
| 24.° | Paraguay            | 1 | 0 | 3 | 38  | 114 | -76  |
| 25.° | Lagos del Sur       | 0 | 0 | 3 | 12  | 94  | -82  |

|  | Campeón Copa de Oro.    |
|  | Campeón Copa de Plata.  |
|  | Campeón Copa de Bronce. |

| Bandera de la Provincia de Mendoza |
| Cuyo Campeón                       |
| Segundo título                     |